# Wirtschaft Somalias
| Wirtschaft Somalias               | Wirtschaft Somalias                                            |
| --------------------------------- | -------------------------------------------------------------- |
| Währung                           | Somalia-Schilling                                              |
| Inflation                         | k. A.                                                          |
| Bruttoinlandsprodukt              | 2,6 Mrd. US$ (2008, geschätzt)                                 |
| Wirtschaftswachstum               | 2,6(2008, geschätzt)                                           |
| BIP pro Einwohner                 | ? US$                                                          |
| BIP nach Sektor (2008, geschätzt) | Landwirtschaft: 65 % Industrie: 10 % Dienstleistungen: 25 %    |
| BIP (Kaufkraftparität)            | 5,524 Mrd. US$ (2008, geschätzt)                               |
| Arbeitslosenquote                 | k. A.                                                          |
| Erwerbstätige nach Sektor         | Landwirtschaft: 71 % Industrie und Dienstleistungen: 29 %      |
| Anteil unterhalb der Armutsgrenze | k. A.                                                          |
| Auslands- verschuldung            | 3 Mrd. US$ (2001)                                              |
| Außenbeitrag                      |                                                                |
| Export                            | 241 Mio. US$ (2004)                                            |
| Handelspartner                    | Vereinigte Arabische Emirate: 52,6 % Jemen: 14,6 % Oman: 6,3 % |
| Import                            | 576 Mio. US$ (2004)                                            |
| Handelspartner                    | Dschibuti: 30,1 % Kenia: 13,7 % Brasilien: 8,4 %               |
| Leistungsbilanz                   | ? Mrd. US$                                                     |
| Ausländische Direktinvestitionen  | ? Mio. US$                                                     |
| Empfangene Entwicklungshilfe      | 60 Mio. US$                                                    |

Die Wirtschaft Somalias nimmt insofern eine Sonderstellung ein, als sie seit dem Ausbruch des somalischen Bürgerkrieges 1991 bis zumindest 2000 im einzigen Staat der Welt ohne Regierung existierte. Die Bürgerkriegssituation erschwert auch die Erhebung zuverlässiger Wirtschaftsdaten.
Somalia ist ein armes Land, dessen Bevölkerung hauptsächlich von nomadischer Viehzucht sowie an den Flüssen Jubba und Shabeelle im Süden auch von Ackerbau lebt. Viele Somalier sind auf Geldüberweisungen von Verwandten im Ausland angewiesen. Durch die Abwesenheit staatlicher Regulierungen können auch illegale Aktivitäten wie Piraterie oder Geldfälschung weitgehend ungestört ausgeübt werden. Insbesondere in Mogadischu blüht der Waffenhandel.

## Geschichte
Seit der Frühzeit der Geschichte Somalias profitiert das Land von seiner Lage an den Handelsrouten durch das Rote Meer. Zu unterschiedlichen Zeiten stiegen Städte wie Opone (Hafun), Zeila (Saylac), Hobyo, Berbera und weiter südlich Mogadischu, Baraawe, Merka und Kismaayo zu bedeutenden Handelszentren auf.
In der Kolonialzeit war das heutige Somalia in Britisch-Somaliland (Norden) und Italienisch-Somaliland (Süden und Osten) aufgeteilt. Während die Briten ihre Somaliland-Kolonie im Wesentlichen als Quelle für Lebendvieh zur Nahrungsversorgung für die Kolonie Aden nutzten und die Infrastruktur kaum ausbauten, wurden unter den Italienern Bananen-, Baumwoll- und Zuckerrohrplantagen errichtet. Weil nur wenige Somalier zur freiwilligen Lohnarbeit auf den Plantagen bereit waren, wurden vor allem die Bantu zur Zwangsarbeit herangezogen. Im letzten Jahrzehnt vor der Unabhängigkeit (1950–1960) floss reichlich UN-Entwicklungshilfe in das nunmehr Treuhandgebiet Italienisch-Somaliland.
Die Regierung des unabhängig gewordenen Somalia wollte den Export von Vieh und Plantagenprodukten fördern, um die wirtschaftliche Entwicklung voranzutreiben. Hierzu sollten Transportinfrastruktur und Bewässerungssysteme ausgebaut sowie Modellfarmen errichtet werden. Infolgedessen wurde beinahe die Selbstversorgung mit Zucker erreicht, Bananen- und Viehexporte stiegen. Um diese Projekte finanzieren zu können, war Somalia allerdings auf ausländische Geldgeber (v. a. Italien und Großbritannien) angewiesen.
Im Rahmen des „wissenschaftlichen Sozialismus“ unter Siad Barre wurden die wenigen „modernen“ Wirtschaftsbereiche unter staatliche Kontrolle gebracht. Da diese Bereiche nur einen geringen Teil der gesamten Wirtschaft ausmachten, waren die Verstaatlichungen allerdings kein radikaler Einschnitt in die Wirtschaft. Später brach Barre mit der Sowjetunion und ging zu einer Wirtschaftspolitik nach Leitlinien des Internationalen Währungsfonds über. Korruption, erfolglose Wirtschaftspolitik, Dürre und die Kosten des Ogadenkrieges (1977–1978) führten zu einer Verschlechterung der Wirtschaftslage in den 1980er Jahren, die mit zum Sturz Barres 1991 beitrug.

## Wirtschaftssektoren
50 % des durchschnittlichen Haushaltseinkommens werden durch selbständige Arbeit erzielt (v. a. Landwirtschaft), 14 % durch Lohnarbeit. 22,5 % des Einkommens stammen aus den Geldüberweisungen im Ausland lebender Somalier, 13,5 % aus übrigen Quellen (Mieteinnahmen, internationale Hilfe).

### Primärer Sektor

#### Landwirtschaft

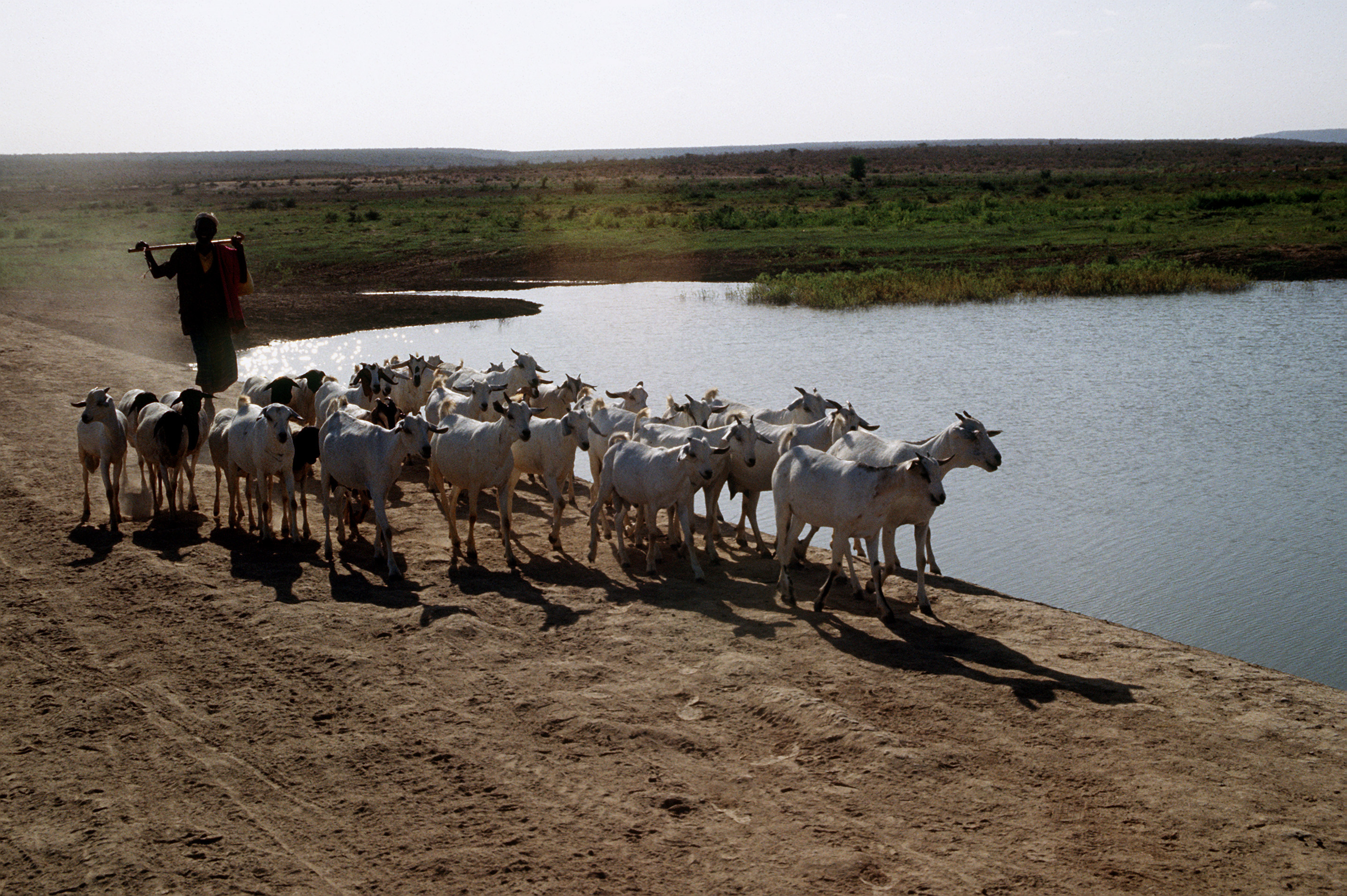
Ein Somali mit seiner Ziegenherde nahe Beledweyne (Belet Uen), Dezember 1993

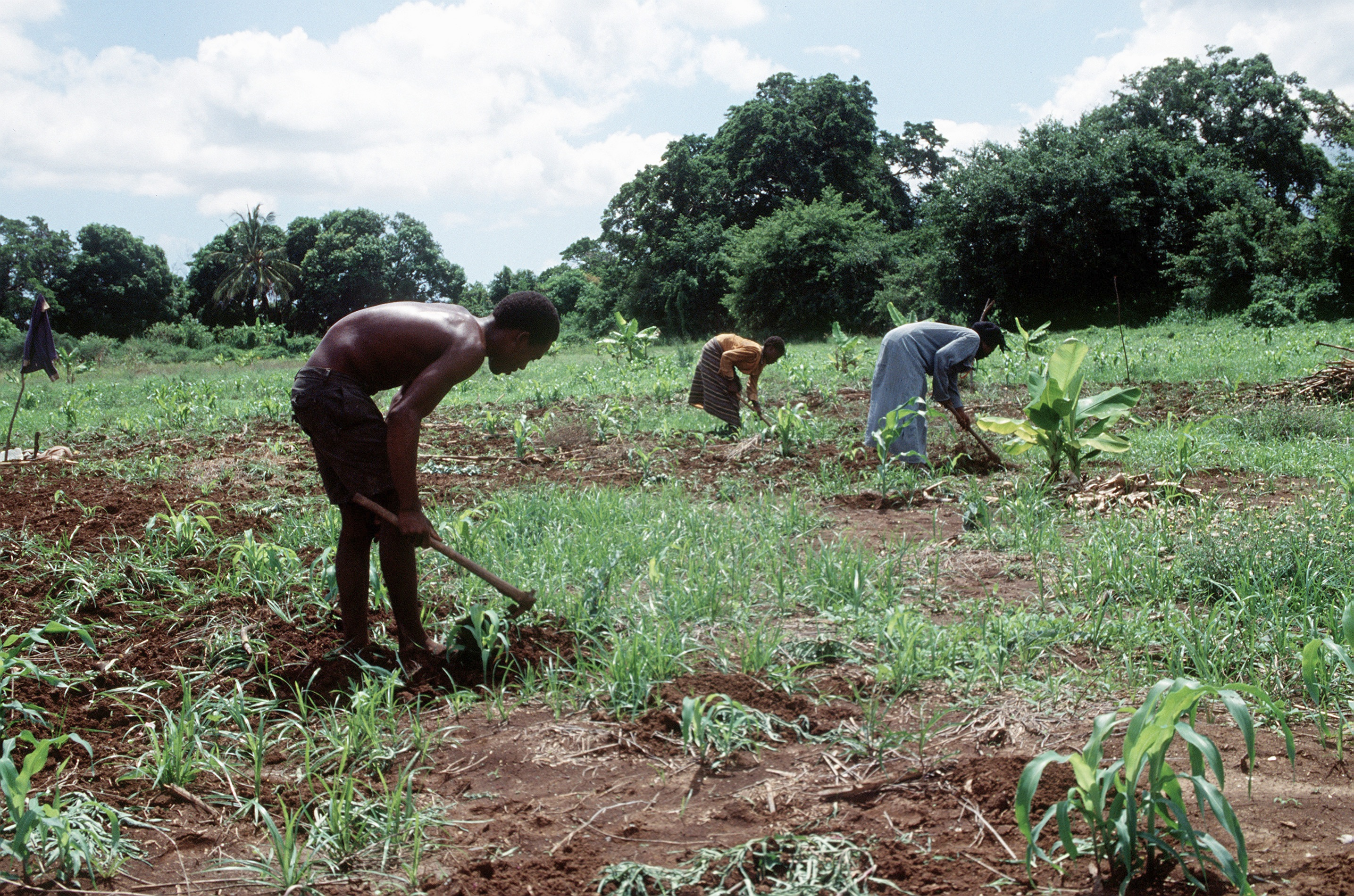
Bantu Bauern nahe Kismaayo, Dezember 1993

71 % der somalischen Bevölkerung sind in der Landwirtschaft beschäftigt. Im Norden und Zentrum des Landes wird vor allem nomadische Viehzucht betrieben; je nach Terrain werden Schafe, Ziegen, Rinder oder Kamele gehalten.
Ackerbau, teils verbunden mit sesshafter Viehhaltung, wird im Süden Somalias in den Tälern des Jubba und Shabeelle (mit Bewässerung) und im Gebiet zwischen diesen beiden Flüssen (als Regenfeldbau) betrieben. Neben der Subsistenzwirtschaft bestehen hier auch Bananenplantagen, die in der Kolonialzeit in Italienisch-Somaliland errichtet worden waren.
In jüngerer Zeit haben die Kampfhandlungen im Rahmen des Bürgerkrieges sowie Dürreperioden und Überschwemmungen in den Flusstälern die Landwirtschaft geschädigt und zu Hunger geführt.
Im Westen Nordsomalias/Somalilands gibt es kleinere Gebiete mit Ackerbau und Oasenkulturen.

#### Fischerei
Vor allem an der Nordostküste in den Regionen Bari, Nugaal und Mudug spielt auch die Fischerei eine Rolle. Sie wird jedoch dadurch erschwert, dass thailändische, spanische, chinesische und russische Flotten illegal die Gewässer vor Somalia überfischen. Manche somalische Fischer haben deswegen ihre Lebensgrundlage verloren und betätigen sich als Piraten, indem sie die illegalen Flotten angreifen, aber auch Frachter und Passagierschiffe überfallen. Die Küstengewässer Somalias werden zu den am stärksten von Piraterie betroffenen gezählt.

### Sekundärer Sektor

#### Gewerbe und Industrie

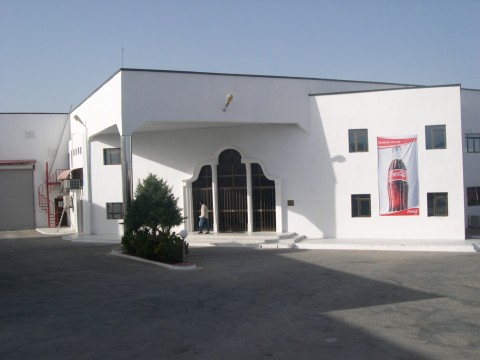
2004 eröffnete Coca-Cola-Abfüllanlage in Mogadischu

Dieser Wirtschaftszweig macht mit geschätzten 10 % des BIP den kleinsten Anteil an der gesamten Wirtschaft aus. Kismaayo war ein Zentrum der Nahrungsmittelverarbeitung. Von den wenigen Fabriken in Somalia sind etliche im Bürgerkrieg geplündert worden. Eine Coca-Cola-Abfüllanlage in Mogadischu wurde zeitweise zum Flüchtlingslager umfunktioniert. Eine neue derartige Anlage wurde 2004 eröffnet, während schwerer Kämpfe 2007 wurde sie geplündert.

#### Bodenschätze
In Somalia werden Erdölvorkommen vermutet, namentlich in den nördlichen Gebieten Somaliland und Puntland (Guban und Nugaal-Tal) sowie in der Banaadir-Region, in Galguduud und Mudug einschließlich Offshore-Vorkommen bei Hobyo. Die Regierung Siad Barres hatte an verschiedene US-amerikanische Erdölkonzerne Konzessionen vergeben. Die politische Situation erschwert aber die nähere Untersuchung oder Förderung dieser Vorräte.
Die Regionalregierung Puntlands hat Lizenzen zur Erdölexploration vergeben, unter anderem an ein chinesisches Unternehmen. Dass dies ohne Zustimmung der zentralen Übergangsregierung geschah, trug 2007 zu Differenzen innerhalb der Übergangsregierung bei. 2008 begannen Explorationstätigkeiten in Puntland. Das faktisch unabhängige Somaliland begann im Mai 2008 ebenfalls mit dem Verkauf von Lizenzen auf seinem Gebiet.

### Tertiärer Sektor

#### Dienstleistungen
Es gibt in Somalia zehn Telekommunikationsunternehmen. Das Telekommunikationsnetz gilt als günstiger und funktionstüchtiger als in den Nachbarstaaten.
Nach dem Hawala-System funktionierende Geldüberweisungsinstitute erfreuen sich stetiger Nachfrage, da ein Großteil der somalischen Bevölkerung auf die Geldüberweisungen von Verwandten im Ausland angewiesen ist. Diese Überweisungen machen etwa 700 Mio. US-Dollar jährlich oder 22,5 % des durchschnittlichen Haushaltseinkommens aus. Das bis dahin bedeutendste Institut al-Barakat wurde 2001 auf Geheiß der USA geschlossen, da es in Verdacht geriet, Geldtransfers für Terroristen getätigt zu haben. Konkurrenten füllten die dadurch entstandene Lücke bald.

#### Kapitalmarkt
Das Land führt seit 2011 eine Wertpapierbörse, die als Somali Stock Exchange bekannt ist.

## Währung
Offizielle Währung ist der Somalia-Schilling. Banknoten werden seit dem Zusammenbruch des Staates in großem Umfang auch „privat“ gedruckt. Aufgrund der chaotischen Währungssituation sind in Somalia verschiedene Fremdwährungen als Zahlungsmittel im Gebrauch. Weit verbreitet sind US-Dollar, Euro und der Dirham der Vereinigten Arabischen Emirate. In Grenzregionen trifft man auch auf die Währungen der Nachbarländer: Äthiopischer Birr, Dschibuti-Franc und Kenia-Schilling. In Somaliland existiert der Somaliland-Schilling.
Seit 2004 ist der African Wildlife Elephant eine Anlagemünze.

## Infrastruktur
Allgemein ist die Infrastruktur im Land spärlich. In Mogadischu gibt es einen See- und einen Flughafen, die jedoch wegen der immer wieder aufflammenden Kämpfe zwischen Milizen nicht benutzt werden konnten. Nach der Machtübernahme der Union islamischer Gerichte 2006 wurden sie wiedereröffnet. 
Siehe auch: Liste der Flughäfen in Somalia
Die Bahnstrecke Mogadischu–Villaggio Duca degli Abruzzi (Jawhar) wurde 1924 bis 1928 unter den italienischen Kolonialherren erbaut und war eine 113 km lange Schmalspurstrecke in der Spurweite 950 mm. Darüber hinaus gab es teils umfangreiche Netze von Feldbahnen in der Spurweite 600 mm. Alle Bahnanlagen wurden jedoch 1941 im Zweiten Weltkrieg zerstört und nicht mehr aufgebaut.

## Außenhandel

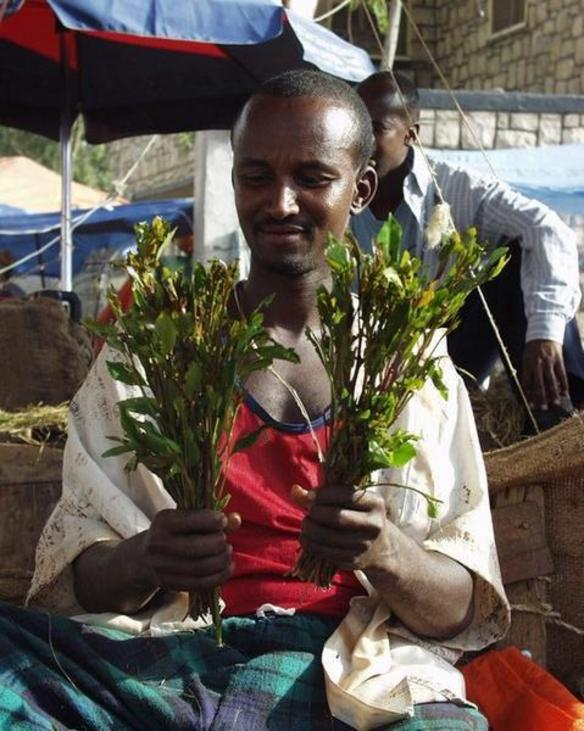
Mann mit Kath in Burao

Wichtiges Importgut ist das Rauschmittel Kath, das aus Kenia eingeflogen wird. Auch Industrieprodukte, Erdöl, Nahrungsmittel und Baumaterial werden importiert.
Der Export von Vieh in die Staaten der Arabischen Halbinsel ist traditionell ein bedeutender Wirtschaftsfaktor, wurde jedoch beeinträchtigt, als Saudi-Arabien 1998–2006 die Einfuhr von somalischem Vieh unterband, vordergründig um die Einschleppung von Tierseuchen (Rifttal-Fieber) zu verhindern. Auch zwischen Südsomalia und dem angrenzenden Kenia findet umfangreicher Viehhandel statt. Weitere Exportgüter sind Bananen, Fisch, Tierhäute und Schrott.

### Holzkohleexport
Im Wissen um deren Bedeutung in dem trockenen, von Desertifikation betroffenen Land verbot die Regierungen Somalias das Fällen von Bäumen. Nun aber wird in größerem Umfang Holzkohle aus den letzten Wäldern produziert und vorwiegend in arabische Staaten exportiert. Da dies aus ökologischer Sicht problematisch ist, haben die Behörden des faktisch autonomen Puntland sowie die 2006 zeitweise mächtige Union islamischer Gerichte den Holzkohleexport untersagt.

## Wirtschaft in Somaliland
Die Wirtschaft in Somaliland in Nordsomalia, das sich 1991 einseitig für unabhängig erklärte und seither de facto unabhängig, aber international nicht anerkannt ist, ist ein Sonderfall innerhalb der Wirtschaft Somalias. Die 1994 gegründete Zentralbank Baanka Somaliland gibt eine eigene Währung heraus, den Somaliland-Schilling. Bedeutendste Einnahmequelle sind die Häfen, insbesondere Berbera; dieses ist zum bedeutenden Exporthafen für Äthiopien geworden, seit dieses nach dem Eritrea-Äthiopien-Krieg 1998–2000 die eritreischen Häfen Massaua und Assab nicht mehr nutzen kann. Weitere wichtige Einnahmen sind der Viehexport in die arabischen Staaten und die Geldüberweisungen von Auslands-Somaliländern. Seit der Unabhängigkeitserklärung fand ein Wiederaufbau statt, und die Wirtschaft ist gewachsen, allerdings bleibt auch hier Armut bis hin zu Hunger in der Bevölkerung verbreitet.